# Zdeněk Kapoun
Zdeněk Kapoun (* 30. ledna 1948) je bývalý český hokejista, útočník. Jeho bratrem je dlouholetý brankář Litvínova Miroslav Kapoun.

## Hokejová kariéra
V československé lize hrál za CHZ Litvínov. Odchytal 4 ligové sezóny, a nastoupil ve 35 ligových utkáních. V nižších soutěžích hrál za Stadion Liberec, Slovan Ústí nad Labem a Tatru Kopřivnice.

## Klubové statistiky
| Sezona    | Klub                  | Soutěž  | Základní část | Základní část | Základní část | Základní část | Základní část |
| Sezona    | Klub                  | Soutěž  | Z             | G             | A             | B             | TM            |
| --------- | --------------------- | ------- | ------------- | ------------- | ------------- | ------------- | ------------- |
| 1969/1970 | CHZ Litvínov          | 1. liga | 7             | 0             | 2             | 2             | -             |
| 1970/1971 | CHZ Litvínov          | 1. liga | 7             | 0             | 1             | 1             | -             |
| 1971/1972 | CHZ Litvínov          | 1. liga | 12            | 0             | 1             | 1             | -             |
| 1972/1973 | CHZ Litvínov          | 1. liga | 9             | 0             | 1             | 1             | -             |
| 1973/1974 | Slovan Ústí nad Labem | 2. liga | -             | -             | -             | -             | -             |
| 1974/1975 | Slovan Ústí nad Labem | 2. liga | -             | -             | -             | -             | -             |
| 1975/1976 | Tatra Kopřivnice      | 3. liga | -             | -             | -             | -             | -             |